# Babanki (peuple)
Pour les articles homonymes, voir Babanki.
Les Babanki sont un peuple d'Afrique centrale présent au Cameroun dans la Région du Nord-Ouest (Grassland). Ils sont proches des Bafut.

## Ethnonymie

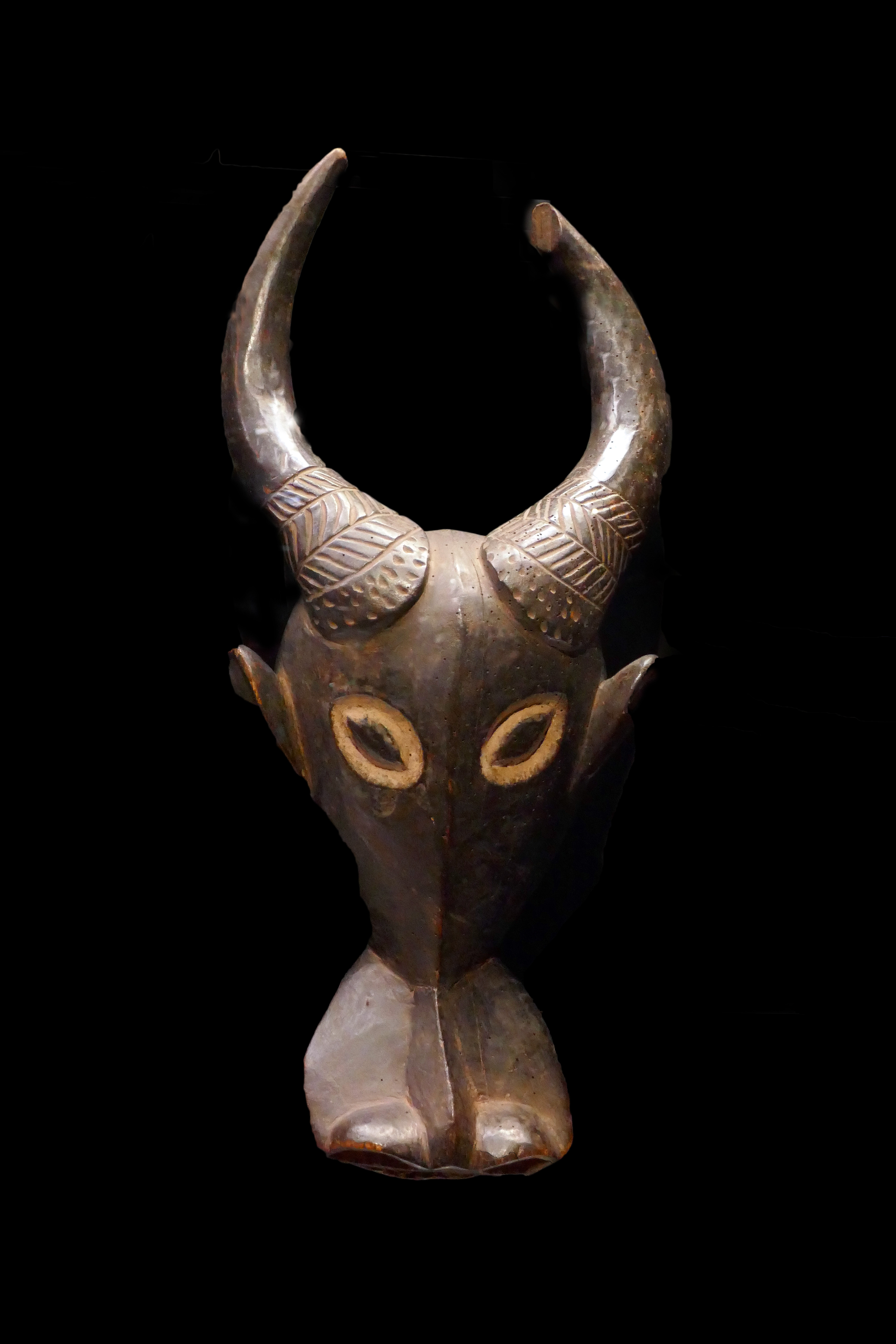
Masque yanthum.

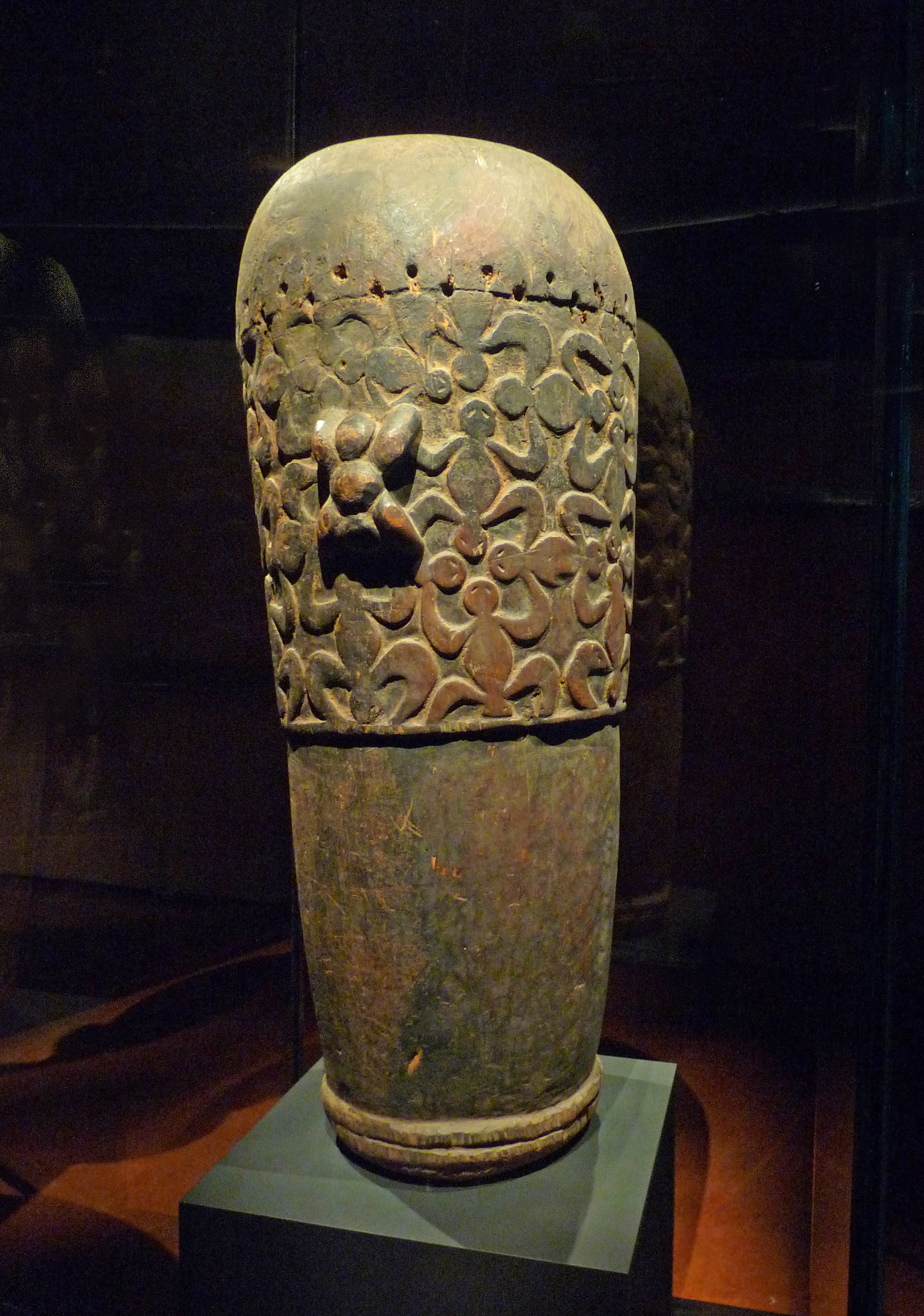
Tambour fom avec fût décoré de crapauds stylisés.

Parmi les variantes de l'ethnonyme on rencontre également : Babankis, Banki.

## Langues
Ils parlent le babanki, une langue bantoïde dont le nombre de locuteurs était estimé à 22 500 au Cameroun en 2000.